# Резонансний інвертор
Термін резонансний інвертор об'єднує досить різноманітні схеми, загальною рисою яких є коливальний характер електромагнітних процесів. Тому до резонансних інверторів відносять і звичайний паралельний інвертор, який працює не в аперіодичному, а в коливальному режимі. Послідовний інвертор, який зазвичай працює в коливальному режимі, теж стосується резонансних інверторів. У той же час, коливальний характер електромагнітних процесів навіть у звичайному паралельному інверторі призводить до суттєвих відмінностей у роботі схеми, порівняно зі звичайним режимом. Принциповою перевагою будь-якого резонансного інвертора є сприятлива для роботи тиристорів, куполоподібна форма анодного струму, що призводить до істотного зниження комутаційних втрат завдяки перемиканню при низькому значенні струму, і дозволяє відчутно підвищити граничну частоту перетворювача.

## Паралельний резонансний інвертор

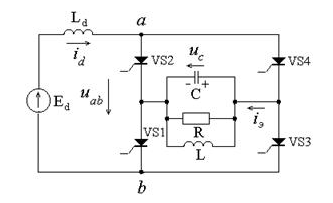
Однофазний мостовий паралельний інвертор

### Складники схеми
4 робочих тиристори, зібраних за однофазною мостовою схемою, в діагональ змінного струму вмикається коло навантаження, комутаційна індуктивність виноситься в коло постійного струму. Параметри опору навантаження, а також комутуючі елементи вибираються з умови забезпечення коливального характеру зміни струму навантаження. Максимальна напруга на конденсаторі при перезаряді, має бути більше за напругу джерела постійної напруги.

### Спосіб роботи

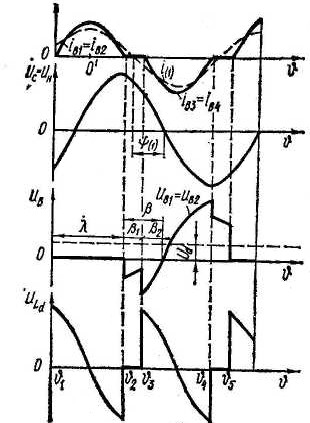
Часові діаграми паралельного резонансного інвертора

При відпиранні тиристорів {\displaystyle VS2} і {\displaystyle VS3} (момент {\displaystyle \vartheta _{1}} на часовій діаграмі) комутуючий конденсатор С заряджається від джерела постійної напруги {\displaystyle E_{d}}. Параметри елементів схеми вибираються таким чином, щоби заряд конденсатора відбувався за коливальним законом і струм тиристорів спадав до нуля (момент {\displaystyle \vartheta _{2}}) раніше миті відпирання наступної пари тиристорів (момент {\displaystyle \vartheta _{3}}). Протягом інтервалу {\displaystyle \vartheta _{2}} … {\displaystyle \vartheta _{3}} жоден з тиристорів не проводить струм і вхідний струм {\displaystyle i_{d}} дорівнює нулю. Напруга на тиристорах {\displaystyle VS2} і {\displaystyle VS3} при цьому, дорівнює половині різниці напруги джерела живлення {\displaystyle E_{d}} і комутуючого конденсатора {\displaystyle U_{c}}. Напруга uc на проміжку {\displaystyle \vartheta _{2}} … {\displaystyle \vartheta _{3}} повинна перевищувати {\displaystyle E_{d}}, щоби напруга на тиристорах {\displaystyle VS2} і {\displaystyle VS3} протягом цього інтервалу залишалася негативною.
У мить {\displaystyle \vartheta _{3}} відпираються тиристори {\displaystyle VS4} і {\displaystyle VS1} і до тиристорів {\displaystyle VS2} і {\displaystyle VS3} прикладається напруга {\displaystyle U_{c}}. Конденсатор перезаряджається, і напруга на тиристорах {\displaystyle VS2} і {\displaystyle VS3} змінює полярність. Кут запирання тиристорів {\displaystyle \beta } складається з двох складових: кута непровідності тиристорів інвертора {\displaystyle \beta _{1}} і власне кута запирання {\displaystyle \beta _{2}}. У мить часу {\displaystyle \vartheta _{4}} струм крізь тиристори {\displaystyle VS4} і {\displaystyle VS1} припиняється і напруга на комутуючому конденсаторі змінюється за таким же законом, що і в проміжку {\displaystyle \vartheta _{2}} … {\displaystyle \vartheta _{3}}. При відкриванні тиристорів {\displaystyle VS2} і {\displaystyle VS3} (мить {\displaystyle \vartheta _{5}}) цикл роботи інвертора повторюється.

### Деякі параметри схеми та її елементів
Кут провідності тиристорів:
де {\displaystyle B={\frac {1}{\omega Cr_{n}}}-} коефіцієнт навантаження; {\displaystyle F=\omega ^{2}{\frac {L_{H}L_{d}C}{L_{d}+L_{H}}}-}частотний коефіцієнт. Середнє значення вхідного струму:
У режимі переривчастого вхідного струму напруга на навантаженні, комутуючому конденсаторі і на тиристорах залежить не тільки від параметрів навантаження, робочої частоти, величини ємності комутуючого конденсатора, але також і від величини кута провідності {\displaystyle \lambda }. Максимальні значення прямої і зворотної напруги на тиристорах можна визначити:
Порівняння характеристик паралельного інвертора струму і резонансного паралельного інвертора показує, що характер основних залежностей в обох інверторах приблизно однаковий. У резонансному інверторі швидкість наростання струму тиристора порівняно мала, оскільки форма імпульсу струму синусоїдальна, і тому не потрібно спеціальних пристроїв для обмеження {\displaystyle di/dt}. Тому резонансний інвертор може бути використаний за більш високої вихідної частоти. Крім того, в резонансному інверторі можна отримати великі значення кутів запирання.

## Послідовний інвертор з відкритим входом без зворотних діодів

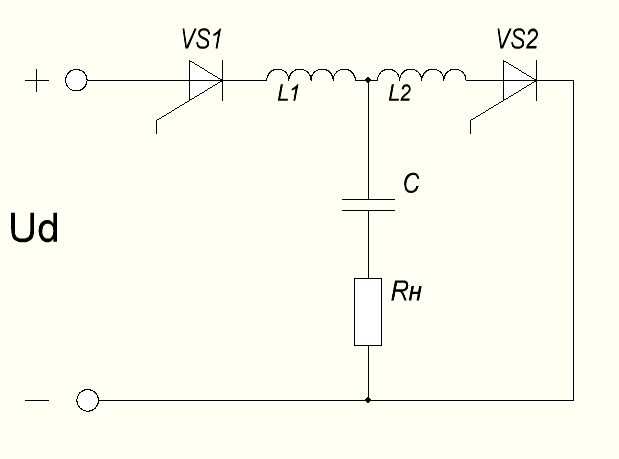
Послідовний інвертор з відкритим входом без зворотних діодів

Принцип роботи даного інвертора полягає в наступному. При подаванні керувального сигналу на тиристор {\displaystyle VS1} останній відпирається і конденсатор С починає заряджатися від джерела постійної напруги таким чином, що його верхня (за схемою) обкладка отримує позитивний потенціал. Наступного півперіоду, відпирається тиристор {\displaystyle VS2} і конденсатор {\displaystyle C} розряджається крізь ланцюг {\displaystyle {\text{R}}_{\text{Н}}L_{2}}. Таким чином, крізь навантаження протікає змінний струм.
Параметри елементів схеми зазвичай підбираються таким чином, щоби струм тиристора протягом всього міжкомутаційного проміжку, змінювався за коливальним законом, тобто, в мить комутації напруга на дроселі була б більше напруги джерела живлення ({\displaystyle U_{L}>U_{d}}). Якщо дана нерівність не буде виконуватися, то під час відпирання чергового тиристора, струм тиристора що проходив раніше не закриється і джерело живлення виявиться замкненим накоротко. Зазначена нерівність має зберегтися протягом деякого часу, достатнього для відновлення керованості тиристорів.

## Однофазний півмостовий резонансний інвертор зі зворотними діодами

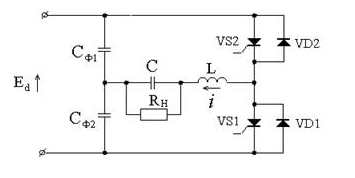
Півмостова схема резонансного інвертора зі зворотними діодами

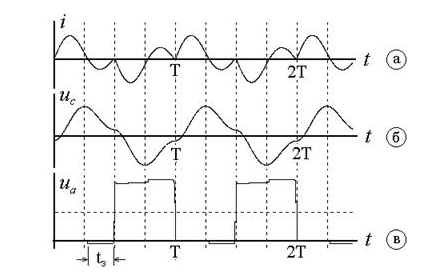
Часові діаграми для півмостової схеми резонансного інвертора зі зворотними діодами

Необхідною умовою для нормальної роботи схеми є коливальний характер електромагнітних процесів, який має бути забезпечений при виборі параметрів комутуючого контуру {\displaystyle L,C}. Робота схеми відбувається наступним чином: у разі вмикання тиристора {\displaystyle VS2}, комутуючий конденсатор {\displaystyle C} заряджається крізь дросель {\displaystyle L}. Завдяки коливальному характеру процесу заряду, зарядний струм має куполоподібну форму і до миті закінчення зарядної півхвилі, ємність {\displaystyle C} заряджається до напруги, приблизно вдвічі більшої, за напругу на конденсаторі фільтра {\displaystyle C_{\text{ф1}}}. Тому по закінченню зарядної півхвилі, ємність {\displaystyle C} розряджається назад на ємність фільтра {\displaystyle C_{\text{ф1}}} крізь діод {\displaystyle VD2}. Спад напруги на діоді є зворотним для раніше увімкненого тиристора {\displaystyle VS2}, що і забезпечує відновлення його керованості, за умови, що тривалість протікання струму крізь діод достатня для відновлення керованості тиристора {\displaystyle VS2}. Тут слід зазначити, що через малу зворотну напругу (близько 1 вольта), прикладену до раніше увімкненого тиристора, час відновлення його керованості може збільшуватися в 3 — 5 разів порівняно з класифікаційним. Для зменшення цього часу треба збільшувати зворотну напругу на тиристорі. Це можна зробити, наприклад, за рахунок увімкнення декількох діодів послідовно. При вмиканні тиристора {\displaystyle VS1} весь процес повторюється, але з іншою полярністю. Таким чином, на ємності {\displaystyle C} утворюється напруга приблизно синусоїдальної форми, частота якої вдвічі менша власної частоти комутуючого контуру {\displaystyle LC}.
Цінною властивістю схеми, є відносно жорстка зовнішня характеристика інвертора, що пояснюється можливістю двобічного обміну енергією між комутаційним конденсатором і джерелом живлення. Тому інвертори такого типу нормально працюють і в режимі холостого ходу.
Півмостова схема резонансного інвертора, розглянута вище, не є єдиним варіантом, як і інші види інверторів, резонансний інвертор із зворотними діодами, загалом, може бути реалізований за будь-якою відомою схемою випрямлення. На практиці-ж, знайшли застосування лише однофазні схеми, зокрема, однофазна мостова схема.